# La Bande des quatre (film, 1979)
Pour les articles homonymes, voir La Bande des quatre et Breaking Away.
Pour plus de détails, voir Fiche technique et Distribution.
La Bande des quatre (Breaking Away) est un film américain réalisé par  Peter Yates, sorti en 1979.

## Synopsis
Dave, Mike, Cyril et Moshe (Moocher dans la version originale) sont des amis issus de la classe ouvrière vivant dans la ville universitaire de Bloomington, dans l'Indiana. À 19 ans, ils ont tous terminé leurs études secondaires l'année précédente et ne savent pas trop quoi faire de leur vie. Ils passent beaucoup de temps ensemble à nager dans une ancienne carrière abandonnée remplie d’eau. Ils se heurtent parfois aux étudiants plus riches de l’Université, qui les qualifient habituellement de glandeurs ("cutters" dans la version originale), terme péjoratif désignant les habitants de la région liés à l’industrie locale du calcaire en Indiana et aux tailleurs de pierre qui exploitaient ces carrières.
Dave est obsédé par les courses de vélo, et les coureurs italiens en particulier, car il a récemment remporté un vélo Masi. Son père terre-à-terre, Ray, un ancien graveur de pierre qui gère maintenant son propre commerce de voitures d'occasion, est perplexe et exaspéré par l'amour de son fils pour la musique et la culture italienne. Choses que Dave associe au cyclisme. Cependant, sa mère Evelyn est plus compréhensive et lui prépare des plats italiens.
Dave a le béguin pour Katherine, une étudiante de l'université. Il se fait passer pour un étudiant italien en échange afin de la séduire. Un soir, il fait une sérénade (l'arria de Friedrich von Flotow "M 'Apparì Tutt' Amor") devant sa maison de la sororité de Katherine, accompagnée par Cyril. Lorsque Rod, le petit ami de Katherine le découvre, certains de ses frères de la fraternité et lui-même frappent Cyril, le prenant pour Dave. Bien que Cyril ne veuille pas de problèmes, Mike insiste pour retrouver Rod et se battre avec lui. Le président de l'université réprimande les étudiants pour leur arrogance à l'égard des "cutters" et, malgré leurs objections, les invite à participer à la course annuelle Little 500 de l'Indiana University.
Quand une équipe cycliste italienne professionnelle arrive en ville pour participer à une course, Dave est ravi de les affronter. Cependant, les Italiens s'énervent lorsque Dave est capable de les suivre. L'un d'eux bloque une pompe à vélo dans la roue de Dave, qui s'écrase et les laisse, désillusionné. Il avoue ensuite sa déception à Katherine, qui en a le cœur brisé.
Les amis de Dave le persuadent de former une équipe de cyclistes pour le Little 500. Les parents de Dave fournissent des t-shirts portant le nom de "Cutters". Ray explique en privé à son fils comment, quand il était jeune tailleur de pierre, il était fier d'aider à fournir le matériel nécessaire à la construction de l'université, mais ne s'était jamais senti à l'aise sur le campus. Plus tard, Dave rencontre Katherine, qui part pour un travail à Chicago; et ils se rabibochent.
Durant la course Dave est largement meilleur que les autres concurrents. Alors que les équipes universitaires changent de cycliste régulièrement, il continue sans s’arrêter et prend une grosse avance sur ses poursuivants. Cependant, il se blesse accidentellement et doit s'arrêter. Après quelques hésitations, Moshe, Cyril et Mike pédalent à tour de rôle, mais l’avance des Cutters fond rapidement. Finalement dans les derniers tours, Dave demande à ses amis de fixer ses pieds aux pédales avec de l'adhésif et commence à rattraper le terrain perdu. Dans le dernier tour il dépasse Rod, le coureur de l'équipe de la fraternité championne, et gagne.
Ray est fier de la réussite de son fils et entreprend de faire de la bicyclette. Dave s’inscrit ensuite à l’université où il rencontre une jolie étudiante hollandaise (une française dans la version originale). Bientôt, il lui vante les vertus du Tour de France et des cyclistes hollandais. Et il entreprend d'apprendre désormais le néerlandais.

## Fiche technique
- Titre français : La Bande des quatre
- Titre original : Breaking Away
- Réalisation : Peter Yates
- Scénario : Steve Tesich
- Photographie : Matthew F. Leonetti
- Montage : Cynthia Scheider
- Production : Peter Yates
- Société de production et de distribution : 20th Century Fox
- Pays de production :  États-Unis
- Langue : Anglais, Italien, Français
- Format : Couleur - Mono - 35 mm - 1.85:1
- Genre : Comédie dramatique, Sport
- Durée : 101 min
- Dates de sortie :
  - États-Unis : 13 juillet 1979
  - France : 9 janvier 1980

## Distribution
- Dennis Christopher (VF : Gilles Laurent) : Dave Stoller
- Dennis Quaid (VF : Richard Darbois) : Mike
- Daniel Stern (VF : Jacques Ferrière) : Cyril
- Jackie Earle Haley (VF : Éric Baugin) : Moocher (Moshe en VF)
- Paul Dooley (VF : Claude Joseph) : Ray Stoller
- Barbara Barrie : Evelyn Stoller
- Robyn Douglass (VF : Jackie Berger) : Katherine Bennett
- Hart Bochner : Rod
- P. J. Soles : Suzy
- Amy Wright : Nancy
- John Ashton (VF : Michel Derain) : Roy
- John W. Ryan (en) (VF : Philippe Dumat) : le président de l'université

## Distinctions

### Nominations
- Oscars :
  - Meilleur film pour Peter Yates
  - Meilleure actrice dans un second rôle pour Barbara Barrie
  - Meilleur réalisateur pour Peter Yates
  - Meilleure musique de film pour Patrick Williams
- Golden Globes :
  - Meilleur réalisateur pour Peter Yates
  - Révélation masculine de l'année pour Dennis Christopher
  - Meilleur scénario pour Steve Tesich
- DGA Awards :
  - Meilleure réalisation pour un film pour Peter Yates
- Young Artist Awards :
  - Meilleur groupe dans un film

### Récompenses
- Oscars :
  - Meilleur scénario original pour Steve Tesich
- Golden Globes :
  - Meilleur film musical ou de comédie
- Bafta Awards :
  - Meilleur nouveau venu dans un rôle principal pour Dennis Christopher
- LFCC Awards :
  - Scénariste de l'année pour Steve Tesich
- NBR Awards :
  - Meilleur acteur dans un second rôle pour Paul Dooley
  - Top 10 films
- NSFC Awards :
  - Meilleur film
  - Meilleur scénario pour Steve Tesich
- NYFCC Awards :
  - Meilleur scénario pour Steve Tesich
- Young Artist Awards :
  - Meilleur acteur dans un film pour Dennis Christopher

## Autour du film
Le terme "cutters" fut inventé pour le film, car le vrai nom "stoners" fut jugé inutilisable en raison de son lien possible avec la marijuana .
Le président de l'université dans le film est le vrai président de l'époque, le Dr John W. Ryan.
Dans la version originale, à la fin du film, l'étudiante que Dave rencontre est française et non pas hollandaise. Il lui parle du Tour de France et des cyclistes français et décide d'apprendre le français (et non pas le hollandais.)